# Hedyotis villosostipulata
Hedyotis villosostipulata là một loài thực vật có hoa trong họ Thiến thảo. Loài này được (Gamble) R.S.Rao & Hemadri mô tả khoa học đầu tiên năm 1973.